# Roland Schröder
Roland Schröder (* 17. srpna 1962, Köthen, Německá demokratická republika) je bývalý východoněmecký veslař. Na Letních olympijských hrách 1988 v Soulu získal zlatou medaili na čtyřce bez kormidelníka.